# Раника
Раника (итал. Ranica) — коммуна в Италии, находится в регионе Ломбардия, подчиняется административному центру Бергамо.
Население составляет 5984 человека (2004), плотность населения составляет 1453 чел./км². Занимает площадь 4 км². Почтовый индекс — 24020. Телефонный код — 035.
Покровителями коммуны почитаются Семь святых братьев. Праздник ежегодно празднуется 10 июля.